# Đức Mẹ Ban Ơn

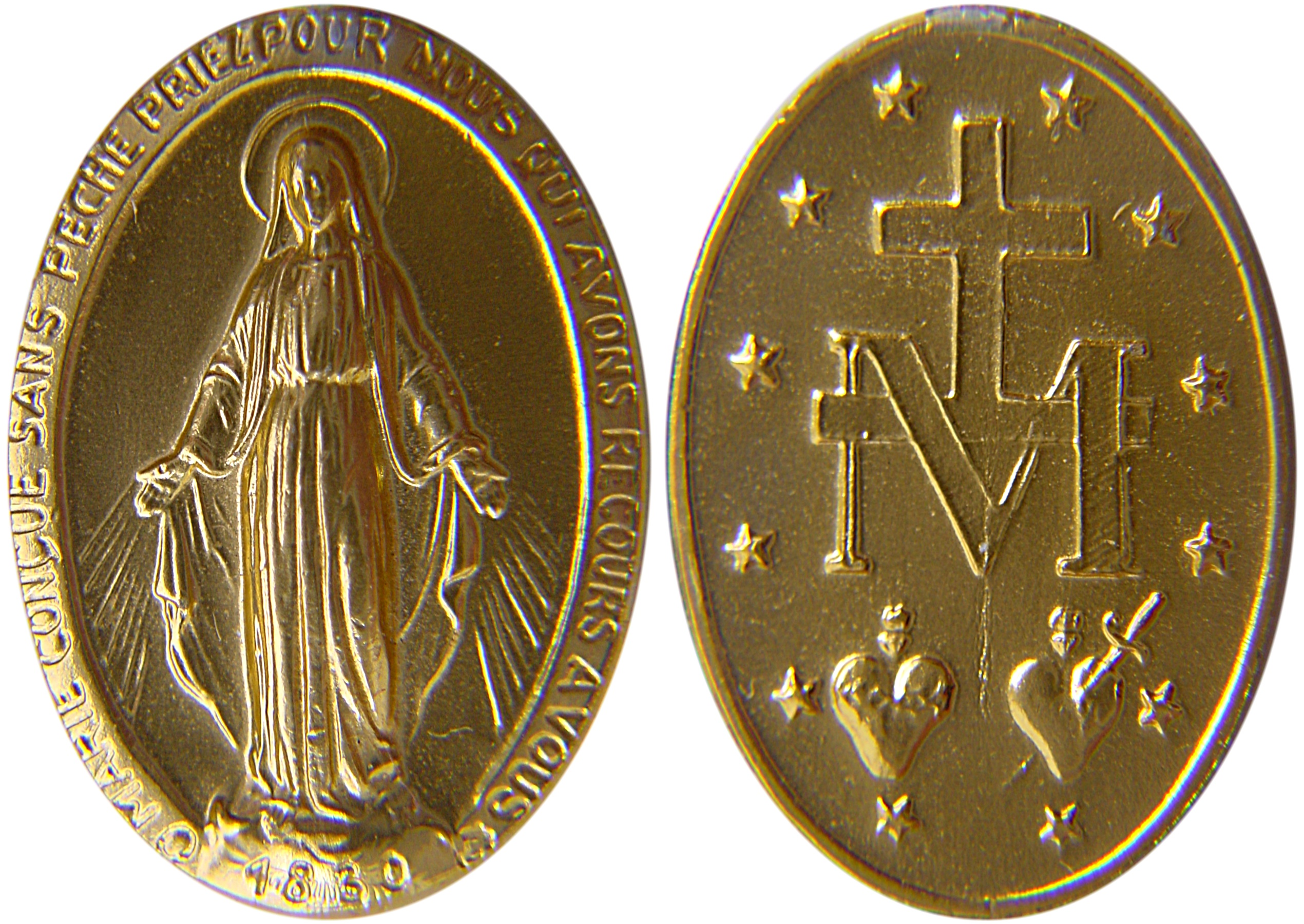

Đức Mẹ Ban Ơn còn được biết đến với nhiều tên gọi khác như: Đức Mẹ Mề Đay Huyền Nhiệm, Đức Mẹ rảy phép lạ, Đức Mẹ Vô Nhiễm Nguyên Tội, là hình ảnh Đức Mẹ trên một tấm huy chương (còn gọi là "mề đay", theo từ Médaille của Pháp) có nguồn gốc từ việc thánh nữ Catarina Laboure được báo cáo là đã nhìn thấy Maria và được chính Mẹ vẽ mẫu. Tấm huy chương thực sự được chế tác bởi thợ kim hoàn Adrien Vachette.
Giáo hội Công giáo Rôma cho rằng khi mang theo tấm huy chương này với đức tin và lòng sùng kính có thể mang lại những ân sủng đặc biệt thông qua sự chuyển cầu của Mẹ Maria trong giờ lâm tử. Tuy nhiên, lòng sùng mộ không nên được hiểu là "ma thuật" hoặc mê tín dị đoan nhưng là một công cụ để thường xuyên nhắc nhở lòng sùng kính và thương xót của Đức Maria.

## Lịch sử
Vào đêm 18/7/1830, Thánh Catarina Laboure, khi đó đang là nữ tu của Tu hội Nữ tử Bác ái Thánh Vinh Sơn, đang ngủ thì thức giấc vì nghe có tiếng ai đó gọi tên mình. Một đứa trẻ mặc đồ trắng gọi Catarina tới nhà nguyện (nằm ở Rue du Bac, Paris) vì Đức Mẹ đang chờ ở đó." Trong nhà nguyện tràn ngập ánh sáng. Catarina nghe tiếng Đức Mẹ nói với cô: "Thiên Chúa muốn ban cho con một sứ mệnh, con sẽ bị chống đối, nhưng đừng sợ hãi; con sẽ được ân sủng. Hãy nói cho cha linh hướng của con mọi chuyện xảy ra cho con, về thời buổi quỷ dữ (devil) ở Pháp và trên thế giới."
Ngày 27 tháng 11 năm 1830, Catarina báo cáo rằng đã nhìn thấy Đức Trinh Nữ mặc một chiếc áo choàng sắc hồng của buổi bình minh, cổ cao, tay áo đơn giản. Đầu Mẹ có khăn voan trắng bao phủ, xõa xuống vai và dài tới chân Mẹ. Chân Mẹ đứng trên trái địa cầu. Bàn tay của Mẹ đặt ngang thắt lưng. Xung quanh khung hình xuất hiện dòng chữ: Ô Marie, conçue sans péché, priez pour nous qui avons recours à vous (Lạy Mẹ Maria vô nhiễm nguyên tội, xin cầu cho chúng con là kẻ tội lỗi chạy đến cùng Mẹ). Sau đó, khung hình bầu dục quay ngược lại và Catarina thấy một vòng tròn 12 ngôi sao, bên trong có một chữ "M" lớn, đè lên cây thập tự, với một thanh ngang dưới chân. Chữ "M" được hiểu là chữ viết tắt của danh thánh Maria. Phía dưới có hình Trái Tim Chúa Giêsu bị vòng gai bao quanh và trái tim Mẹ Người bị một thanh gươm đâm thấu.
Khi được hỏi tại sao một số hình ảnh không được giải nghĩa đầy đủ, Catharine giải thích rằng: "Đó là ân sủng nên quên không hỏi". Catarina đến với linh mục linh hướng của mình và kể lại với ông về cuộc hiện ra, nói với ông về việc đúc một mẫu hình và những người đeo nó sẽ nhận được nhiều ân sủng. Lúc đầu, vị linh mục không tin Catharine nhưng sau hai năm khi tiếp xúc với Giám mục Paris và trình bày câu chuyện về các sự kiện đã xảy ra ở Rue du Bac. Vị giám mục tỏ ra có thiện cảm với câu chuyện và mẫu hình Đức Mẹ Ban Ơn được sản xuất hàng loạt bởi thợ kim hoàn Adrien Vachette.
Một trong những phép lạ tiêu biểu liên quan đến mẫu ảnh Đức Mẹ Ban Ơn xảy ra vào năm 1841, đó là sự cải đổi của Alphonse Ratisbonne. Ông là một người lăng mạ và thù ghét đạo Công giáo. Sau khi thuyết phục khá lâu, Ratisbone đã miễn cưỡng đeo ảnh và đọc kinh. Và khi Alphonse đi vào nhà thờ thánh Anrê delle Frate để sắp xếp tang lễ cho một người bạn thân, Alphonse đã thấy thị kiến Đức Maria như trong ảnh đang đeo. Ông ta đã được ơn cải đổi ngay lập tức và xin lãnh bí tích Rửa tội sau đó trở thành một linh mục.
Năm 1876, Catharine qua đời. Năm 1933, xác cô được khai quật để phong chân phước và đặt trong Nhà nguyện Nhà Mẹ của các Nữ Tử Bác Ái ở Rue du Bac Paris,Pháp và trở thành một địa điểm thăm viếng của hàng ngàn người Công giáo mỗi năm.
Biểu tượng này cũng được Giáo hoàng Gioan Phaolô II cách điệu thành huy hiệu Giáo hoàng của ông: một cây thánh giá đơn giản với một M nằm dưới, bên phải, có nghĩa là Maria đứng dưới chân cây thập giá khi Chúa Giêsu bị đóng đinh.

## Hình ảnh
Trong quá trình trình bày với linh mục linh hướng bằng lời nói vào ngày 16 tháng 2 năm 1836 tấm huy chương được mô tả có hình bầu dục. Xung quanh có dòng chữ: "Lạy Mẹ Maria vô nhiễm nguyên tội, xin cầu cho chúng con là kẻ tội lỗi chạy đến cùng Mẹ" bắt đầu từ tay phải của Đức Maria, tiếp tục trên đầu, và kết thúc vào bàn tay trái.
Theo một tài liệu được viết bởi chính tay của Catarina, Đức Maria mặc một tấm áo choàng trong ánh sáng rực rỡ. Theo ghi chú của Catarina, huy chương cũng nên có một nửa quả địa cầu tượng trưng cho thế giới đặt dưới chân của Đức Maria. Bàn tay của Mẹ giơ cao, ngón tay đeo đầy nhẫn kim cương với các kích cỡ khác nhau phát ra những tia sáng, những viên đá lớn nhất phát ra những tia sáng rực rỡ nhất. Cô nói thêm rằng một số viên kim cương không phát ra hào quang.